# Сельня (река)
Сельня — река в России, протекает в Марёвском районе Новгородской области. Устье реки находится в 21 км по левому берегу реки Щеберехи. Длина реки составляет 14 км.
На реке находится деревня Канищево бывшего Горного сельского поселения, после апреля 2010 года входит в Молвотицкое сельское поселение.

## Данные водного реестра
По данным государственного водного реестра России относится к Балтийскому бассейновому округу, водохозяйственный участок реки — Ловать и Пола, речной подбассейн реки — Волхов. Относится к речному бассейну реки Нева (включая бассейны рек Онежского и Ладожского озера).
Код объекта в государственном водном реестре — 01040200312102000021984.